# پادشاه دو دل
پادشاه دو دل (انگلیسی: The King 2 Hearts؛ کره‌ای: 더킹 투하츠) یک مجموعه تلویزیونی کره جنوبی سال ۲۰۱۲ با بازی ها جی وون و لی سونگ گی است. این درام در مورد ولیعهد کره جنوبی است که عاشق یک مأمور ویژهٔ کره شمالی می‌شود. این مجموعه از ۲۱ مارس تا ۲۴ مه ۲۰۱۲، روزهای چهارشنبه و پنجشنبه ساعت ۲۱:۵۵ (کی‌اس‌تی) از ام‌بی‌سی برای ۲۰ قسمت پخش شد.

## خلاصه داستان
در یک واقعیت جایگزین، کره جنوبی امروزی توسط یک پادشاهی مشروطه و از خاندان چوسان اداره می‌شود. لی جه ها (لی سونگ گی) یک ولیعهد جذاب و خوش‌تیپ و مادی‌گرا است که به سیاست اهمیت نمی‌دهد و نسبت به دومین نفر بودن در خط تاج و تخت احساس بی میلی می‌کند. لی جه کانگ (لی سونگ مین)، پادشاه کنونی او را فریب داد تا به یک همکاری نظامی مشترک با کره شمالی بپیوندد و به عنوان ابزاری «برای کمک به رشد او» باشد.
در این زمان، کیم هانگ آه (ها جی وون) یک افسر نیروهای ویژهٔ کره شمالی و دختر یکی از مقامات بلند پایهٔ ارتش کره شمالی است. جه ها و هانگ آه، همدیگر را در آموزش نظامی مشترک ملاقات می‌کنند که نقش حیاتی در برقراری روابط دوستانه بین دو کشور جدا شده دارد.

## بازیگران

### اصلی
- ها جی وون در نقش کاپیتان کیم هانگ آه[۲]

قهرمان اصلی زن - افسر نیروهای ویژهٔ کره شمالی و مربی ارتش که با عنوان «بانوی آهنین» شناخته می‌شود و هیچ ظرافت زنانه ای در خود ندارد.
- لی سونگ گی در نقش شاهزاده لی جه ها[۳][۴][۵]
  - کانگ هان بیول در نقش کودکی لی جه ها

قهرمان اصلی مرد - ولیعهد کره جنوبی با فرض ضریب هوشی ۱۸۷. یک فرد گستاخ و وظیفه نشناس که به‌طور شگفت‌آوری کاریزمای زیادی از خود نشان می‌دهد.
- جو جونگ سوک در نقش اون شی کیونگ

پسر مشاور ارشد قصر اون کیو-ته و افسر نظامی کره جنوبی که در همکاری مشترک شرکت دارد.
- یون جه مون در نقش کیم بونگ گو (جان مایر)[۶]

ضدقهرمان سریال، شعبده باز در روز، دلال اسلحه، نابغهٔ تروریست و آدمکش در شب.
- لی یون جی در نقش شاهدخت لی جه شین[۷][۸]

شاهدخت کره جنوبی. خواهر کوچکتر پادشاه لی جه کانگ و شاهزاده لی جه ها.

### مکمل
- لی سونگ مین در نقش لی جه کانگ (پادشاه)
  - پارک گون ته در نقش نوجوانی جه کانگ

پادشاه کره جنوبی که برادر بزرگتر جه ها و جه شین است و یک فرد متعهد و مسئول برای خانوادهٔ سلطنتی و کشور.
- یون یو جونگ در نقش بانگ یانگ سون (ملکه مادر)[۹]

ملکهٔ مادر، مادر پادشاه جه کانگ، شاهزاده جه ها و شاهدخت جه شین.
- لی سون جه در نقش اون کیو ته

مشاور ارشد قصر و پدر اون شی کیونگ.
- جونگ مان شیک در نقش ری کانگ سوک

یک نظامی کره شمالی که در همکاری مشترک شرکت دارد و طرفدار گرلز جنریشن است.
- کوان هیون سانگ در نقش یوم دونگ ها[۱۰]

یک نظامی کره جنوبی که در همکاری مشترک شرکت دارد.
- چوی کوان در نقش کوان یونگ به

یک نظامی کره شمالی که در همکاری مشترک شرکت دارد.
- لی دو کیونگ در نقش کیم نام گیل

رهبر حزب اتحاد مجدد صلح آمیز سرزمین پدری و پدر کیم هانگ-آه.
- جون گوک هوان در نقش هیون میونگ هو

رئیس کمیسیون عالی خلق کره شمالی (معروف به رئیس دولت).
- یوم دونگ هیون در نقش پارک هو چول

نخست‌وزیر کره جنوبی
- لی یون کیونگ در نقش پارک هیون جو (ملکه)

همسر پادشاه جه کانگ.

## ریتینگ
- در جدول زیر،  اعداد آبی کمترین رتبه را دارند و  اعداد قرمز بیشترین رتبه را نشان می‌دهند.

| قسمت    | تاریخ پخش اصلی | TNmS Ratings      | TNmS Ratings      | AGB Ratings       | AGB Ratings       |
| قسمت    | تاریخ پخش اصلی | میانگین سهم مخاطب | میانگین سهم مخاطب | میانگین سهم مخاطب | میانگین سهم مخاطب |
| قسمت    | تاریخ پخش اصلی | سراسر کشور        | سئول              | سراسر کشور        | سئول              |
| ------- | -------------- | ----------------- | ----------------- | ----------------- | ----------------- |
| ۱       | ۲۱ مارس ۲۰۱۲   | ۱۶٫۵٪             | ۱۹٫۳٪             | ۱۶٫۲٪             | ۱۸٫۸٪             |
| ۲       | ۲۲ مارس ۲۰۱۲   | ۱۶٫۶٪             | ۱۹٫۳٪             | ۱۶٫۵٪             | ۱۸٫۳٪             |
| ۳       | ۲۸ مارس ۲۰۱۲   | ۱۴٫۲٪             | ۱۶٫۲٪             | ۱۴٫۵٪             | ۱۷٫۱٪             |
| ۴       | ۲۹ مارس ۲۰۱۲   | ۱۵٫۶٪             | ۱۷٫۹٪             | ۱۴٫۶٪             | ۱۷٫۴٪             |
| ۵       | ۴ آوریل ۲۰۱۲   | ۱۲٫۱٪             | ۱۴٫۱٪             | ۱۳٫۵٪             | ۱۵٫۸٪             |
| ۶       | ۵ آوریل ۲۰۱۲   | ۱۲٫۲٪             | ۱۴٫۷٪             | ۱۲٫۱٪             | ۱۴٫۳٪             |
| ۷       | ۱۲ آوریل ۲۰۱۲  | ۱۰٫۷٪             | ۱۳٫۱٪             | ۱۱٫۰٪             | ۱۲٫۶٪             |
| ۸       | ۱۲ آوریل ۲۰۱۲  | ۱۲٫۳٪             | ۱۴٫۸٪             | ۱۲٫۵٪             | ۱۴٫۴٪             |
| ۹       | ۱۸ آوریل ۲۰۱۲  | ۹٫۷٪              | ۱۱٫۲٪             | ۱۰٫۸٪             | ۱۲٫۶٪             |
| ۱۰      | ۱۹ آوریل ۲۰۱۲  | ۱۰٫۵٪             | ۱۲٫۳٪             | ۱۰٫۵٪             | ۱۱٫۹٪             |
| ۱۱      | ۲۵ آوریل ۲۰۱۲  | ۱۱٫۲٪             | ۱۳٫۷٪             | ۱۱٫۳٪             | ۱۲٫۹٪             |
| ۱۲      | ۲۶ آوریل ۲۰۱۲  | ۱۰٫۰٪             | ۱۱٫۸٪             | ۱۰٫۷٪             | ۱۲٫۵٪             |
| ۱۳      | ۲ مه ۲۰۱۲      | ۱۰٫۵٪             | ۱۳٫۳٪             | ۱۱٫۳٪             | ۱۳٫۳٪             |
| ۱۴      | ۳ مه ۲۰۱۲      | ۱۱٫۱٪             | ۱۴٫۲٪             | ۱۱٫۱٪             | ۱۳٫۰٪             |
| ۱۵      | ۹ مه ۲۰۱۲      | ۱۱٫۲٪             | ۱۳٫۳٪             | ۱۱٫۱٪             | ۱۲٫۵٪             |
| ۱۶      | ۱۰ مه ۲۰۱۲     | ۱۰٫۲٪             | ۱۲٫۶٪             | ۱۰٫۵٪             | ۱۱٫۹٪             |
| ۱۷      | ۱۶ مه ۲۰۱۲     | ۱۰٫۸٪             | ۱۴٫۰٪             | ۱۰٫۲٪             | ۱۱٫۷٪             |
| ۱۸      | ۱۷ مه ۲۰۱۲     | ۱۱٫۲٪             | ۱۴٫۲٪             | ۱۱٫۲٪             | ۱۳٫۰٪             |
| ۱۹      | ۲۳ مه ۲۰۱۲     | ۱۲٫۵٪             | ۱۵٫۹٪             | ۱۲٫۱٪             | ۱۳٫۹٪             |
| ۲۰      | ۲۴ مه ۲۰۱۲     | ۱۰٫۴٪             | ۱۳٫۶٪             | ۱۱٫۸٪             | ۱۴٫۳٪             |
| میانگین | میانگین        | ۱۲٫۰٪             | ۱۴٫۵٪             | ۱۲٫۲٪             | ۱۴٫۱٪             |

## جوایز و نامزدی‌ها
| سال  | مراسم جایزه                             | دسته                                    | گیرنده                           | نتیجه    |
| ---- | --------------------------------------- | --------------------------------------- | -------------------------------- | -------- |
| ۲۰۱۲ | ششمین دوره جوایز برگزیده ۲۰ ام‌نت        | بازیگر ۲۰ درام مرد                      | لی سونگ گی                       | نامزدشده |
| ۲۰۱۲ | ششمین دوره جوایز برگزیده ۲۰ ام‌نت        | بازیگر ۲۰ درام زن                       | ها جی وون                        | نامزدشده |
| ۲۰۱۲ | ششمین دوره جوایز برگزیده ۲۰ ام‌نت        | بازیگر شکوفای ۲۰                        | جو جونگ سوک                      | برنده    |
| ۲۰۱۲ | هفتمین دوره جوایز بین‌المللی درامای سئول | بهترین بازیگر نقش اول زن                | ها جی وون                        | نامزدشده |
| ۲۰۱۲ | هفتمین دوره جوایز بین‌المللی درامای سئول | درام کره‌ای برجسته (جایزه پرنده نقره‌ای)  | پادشاه دو دل                     | برنده    |
| ۲۰۱۲ | هفتمین دوره جوایز بین‌المللی درامای سئول | بازیگر کره‌ای مرد برجسته                 | لی سونگ گی                       | نامزدشده |
| ۲۰۱۲ | هفتمین دوره جوایز بین‌المللی درامای سئول | بازیگر کره‌ای زن برجسته                  | ها جی وون                        | نامزدشده |
| ۲۰۱۲ | هفتمین دوره جوایز بین‌المللی درامای سئول | اواس‌تی درام کره‌ای برجسته                | «Missing You Like Crazy» – ته‌یون | برنده    |
| ۲۰۱۲ | پنجمین دوره جوایز درامای کره            | بهترین بازیگر تازه‌کار مرد               | جو جونگ سوک                      | نامزدشده |
| ۲۰۱۲ | پنجمین دوره جوایز درامای کره            | بهترین اواس‌تی                           | «Missing You Like Crazy» – ته‌یون | نامزدشده |
| ۲۰۱۲ | چهاردهمین دوره جوایز موسیقی آسیایی ام‌نت | بهترین اواس‌تی                           | «Missing You Like Crazy» – ته‌یون | نامزدشده |
| ۲۰۱۲ | اولین جوایز کی دراما استار              | جایزه برترین بازیگر زن                  | ها جی وون                        | نامزدشده |
| ۲۰۱۲ | اولین جوایز کی دراما استار              | جایزه بازیگری، بازیگر زن                | لی یون جی                        | نامزدشده |
| ۲۰۱۲ | جوایز درامای ام‌بی‌سی                     | جایزه برترین بازیگر مرد در یک مینی‌سریال | لی سونگ گی                       | نامزدشده |
| ۲۰۱۲ | جوایز درامای ام‌بی‌سی                     | جایزه برترین بازیگر زن در یک مینی‌سریال  | ها جی وون                        | نامزدشده |
| ۲۰۱۲ | جوایز درامای ام‌بی‌سی                     | جایزه برتر بازیگر مرد در یک مینی‌سریال   | یون جه مون                       | نامزدشده |
| ۲۰۱۲ | جوایز درامای ام‌بی‌سی                     | جایزه برتر بازیگر زن در یک مینی‌سریال    | لی یون جی                        | برنده    |
| ۲۰۱۲ | جوایز درامای ام‌بی‌سی                     | بهترین بازیگر تازه‌کار مرد               | جو جونگ سوک                      | نامزدشده |
| ۲۰۱۲ | جوایز درامای ام‌بی‌سی                     | جایزه بهترین زوج                        | لی سونگ گی و ها جی وون           | نامزدشده |
| ۲۰۱۲ | جوایز درامای ام‌بی‌سی                     | جایزه بهترین زوج                        | جو جونگ سوک و لی یون جی          | نامزدشده |
| ۲۰۱۳ | چهل و نهمین دوره جوایز هنری بکسانگ      | بهترین بازیگر تازه‌کار مرد (تلویزیون)    | جو جونگ سوک                      | نامزدشده |

## پخش بین‌المللی
- مالزی - ۸تی‌وی، تی‌وی۹ - ژوئن ۲۰۱۵
- تایلند - چنل ۷–۲۱ مه ۲۰۱۵[۱۵]